# Paramagnetismo

Prueba magnética

El paramagnetismo es la tendencia de los momentos magnéticos libres (espín u orbitales) a alinearse paralelamente a un campo magnético. Si estos momentos magnéticos están fuertemente acoplados entre sí, el fenómeno será ferromagnetismo o ferrimagnetismo. Cuando no existe ningún campo magnético externo, estos momentos magnéticos están orientados al azar. En presencia de un campo magnético externo tienden a alinearse paralelamente al campo, pero esta alineación está contrarrestada por la tendencia que tienen los momentos a orientarse aleatoriamente debido al movimiento térmico.
Este alineamiento de los dipolos magnéticos atómicos con un campo externo tiende a fortalecerlo. Esto se describe por una permeabilidad magnética superior a la unidad, o, lo que es lo mismo, una susceptibilidad magnética positiva y muy pequeña.
En el paramagnetismo puro, el campo actúa de forma independiente sobre cada momento magnético, y no hay interacción entre ellos. En los materiales ferromagnéticos, este comportamiento también puede observarse, pero solo por encima de su temperatura de Curie.
Se denomina materiales paramagnéticos a los materiales o medios cuya permeabilidad magnética es similar a la del vacío. Estos materiales o medios presentan en una medida despreciable el fenómeno de ferromagnetismo. En términos físicos, se dice que tiene un valor aproximadamente igual a 1 para su permeabilidad magnética relativa, cociente de la permeabilidad del material o medio entre la permeabilidad del vacío.
Los materiales paramagnéticos sufren el mismo tipo de atracción y repulsión que los imanes normales, cuando están sujetos a un campo magnético. Sin embargo, al retirar el campo magnético, la entropía destruye el alineamiento magnético, que ya no está favorecido energéticamente. Es decir, los materiales paramagnéticos son materiales atraídos por imanes, pero no se convierten en materiales permanentemente magnetizados. Algunos materiales paramagnéticos son: aire, magnesio, aluminio, titanio, wolframio.

## Causa

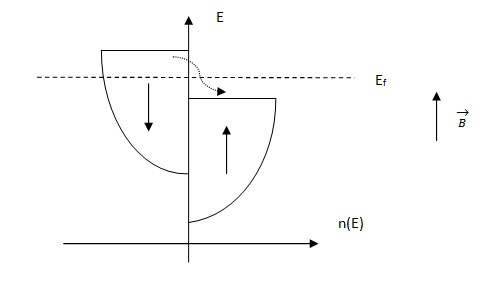
Energía en función de la densidad de estados en un sólido cristalino. Al aplicar un campo magnético externo, la densidad de electrones con espín antiparalelos al campo aumenta, mientras que la densidad con espín opuesto disminuye.

Los materiales paramagnéticos están constituidos por átomos y moléculas que tienen momentos magnéticos permanentes ("dipolos" magnéticos) incluso en ausencia de campo. Estos momentos magnéticos tienen su origen en los espines de electrones desapareados en los orbitales moleculares presentes en muchos metales y materiales paramagnéticos.

### Ley de Curie
A campos magnéticos bajos, la gran mayoría de materiales paramagnéticos exhiben una magnetización en la misma reacción del campo externo, y cuya magnitud se describe por la ley de Curie:

{\displaystyle \mathbf {M} =\chi \mathbf {H} ={\frac {C}{T}}\mathbf {H} }

En esta ecuación,
{\displaystyle \scriptstyle \chi } es la susceptibilidad magnética ({\displaystyle \chi =C/{T}}),
{\displaystyle \scriptstyle \mathbf {M} } es la magnetización resultante,
{\displaystyle \scriptstyle \mathbf {H} } es la densidad de flujo magnético del campo aplicado,
{\displaystyle \scriptstyle T} es la temperatura absoluta (en kelvin) y
{\displaystyle \scriptstyle C} es una constante específica de cada material (su constante de Curie).
Esta ley indica que los materiales paramagnéticos tienden a volverse cada vez más magnéticos al aumentar el campo aplicado, y cada vez menos magnéticos al elevarse la temperatura.
La ley de Curie sólo es aplicable a campos bajos o temperaturas elevadas, ya que falla en la descripción del fenómeno cuando la mayoría de los momentos magnéticos se hallan alineados (cuando nos acercamos a la saturación magnética). En este punto, la respuesta del campo magnético al campo aplicado deja de ser lineal. Llegado al punto de saturación, la magnetización es la máxima posible, y no crece más, independientemente de que se aumente el campo magnético o se reduzca la temperatura.

### Paramagnetismo de Van Vleck
En algunos materiales la constante de Curie es nula. En ese caso, es posible que la susceptibilidad sea paramagnética e independiente de la temperatura, debido a perturbaciones de segundo orden en el campo magnético que acoplan el estado fundamental con estados excitados. Este caso se conoce como paramagnetismo de Van Vleck.

### Paramagnetismo de Pauli
En física de estado sólido el comportamiento colectivo de los portadores de carga (con sus respectivos espines) tiene consecuencias cuando sobre dicho material cuando se aplica un campo magnético externo. Puesto que un espín alineado con el campo tienen menos energía que los antialineados y la energía conjunta de todos los portadores de carga debe sumar aproximadamente la energía de Fermi en un metal, mantener esa energía constante implica que algunos átomos antialineados deben alinearse con el campo. En ausencia de campo las poblaciones de espines alineados y antialineados es más o menos la misma, pero en presencia de campo debe aumentar el número de alineados y decrecer el número de desalineados. Como el número de momentos magnéticos alineados finalmente supera al de antialineados existe una magnetización neta que produce un campo magnético que se suma al campo magnético externo.